# Villamontes
Villamontes é uma cidade da Bolívia localizada na província de Gran Chaco, departamento de Tarija.